# Teispés
Teispés (staropersky Čišpiš, akkadsky Šišpiš, elamsky Zišpiš; kolem 700 př. n. l. – cca 640 př. n. l.) byl syn Achaimenův a v pořadí druhý perský král z rodu Achaimenovců. Vládl přibližně mezi lety 675 a 640 př. n. l., nejprve jako vazal Médů, později jako vazal Elamu.
V Hérodotových Dějinách jsou uváděni dva muži tohoto jména, první byl prý otcem Ariaramna, předka pozdějšího krále Dareia I., druhý byl otcem Kambýsa I., otce Kýra Velikého. Z perských pramenů zmiňuje Teispa jednak Behistunský nápis, podle něhož byl otcem Ariaramnovým, jednak Kýrův váleček, kde ho Kýros Veliký označuje za svého praděda, otce Kýra I. a děda Kambýsa I. Pravděpodobně byl Teispés otcem Ariaramna i Kýra I., kteří po něm oba převzali vládu – první jako král ve východní Persidě (Párse), druhý v elamském kraji Anšan (Parsumaši). Oba zároveň založili dvě linie achaimenovského rodu – mladší, z níž pocházel Dareios I., a starší, jejímž příslušníkem byl Kýros Veliký.